# Edward F. McDonald

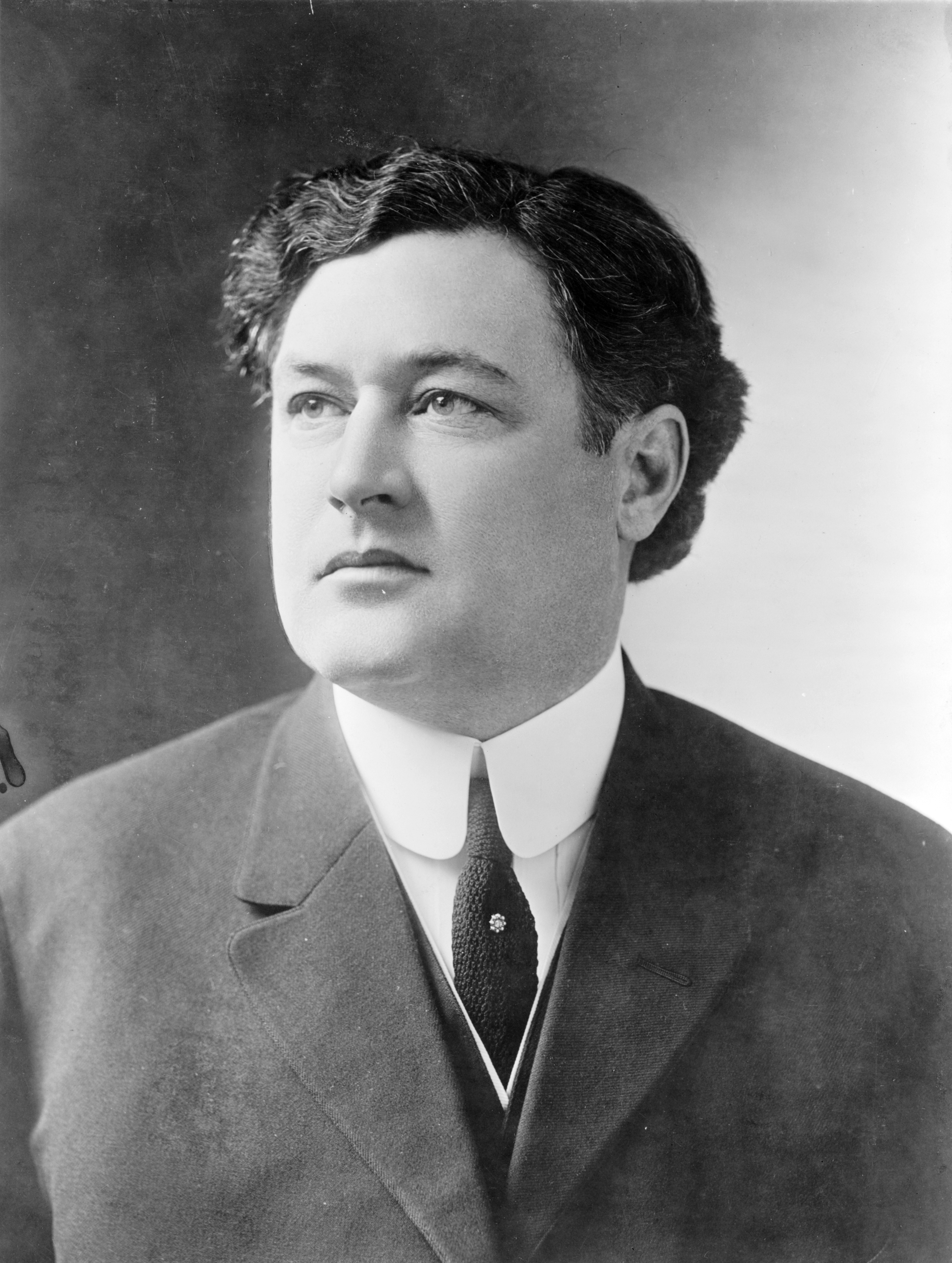
Edward F. McDonald

Edward Francis McDonald (* 21. September 1844 in Irland; † 5. November 1892 in Harrison, New Jersey) war ein US-amerikanischer Politiker. In den Jahren 1891 und 1892 vertrat er den Bundesstaat New Jersey im US-Repräsentantenhaus.

## Werdegang
Im Alter von sechs Jahren kam Edward McDonald mit seinen Eltern aus seiner irischen Heimat nach Newark in New Jersey, wo er die öffentlichen Schulen besuchte. In den Jahren 1861 und 1862 nahm er als Infanterist im Heer der Union am Bürgerkrieg teil. Danach arbeitete er als Maschinist. Gleichzeitig begann er als Mitglied der Demokratischen Partei eine politische Laufbahn. Seit 1874 lebte er in Harrison. In diesem Jahr wurde er auch in die New Jersey General Assembly gewählt; von 1877 bis 1881 war er Vorsitzender des Kreisrats im Hudson County. 1881 wurde er in diesem Bezirk Kämmerer.
Im Jahr 1890 wurde McDonald in den Senat von New Jersey gewählt. Mit einer Unterbrechung von einem Tag wegen einer Wahlanfechtung konnte er dort zwei Legislaturperioden absolvieren. Er wurde nun auch auf dem Immobilienmarkt tätig. Bei den Kongresswahlen des Jahres 1890 wurde er im siebten Wahlbezirk von New Jersey in das US-Repräsentantenhaus in Washington, D.C. gewählt, wo er am 4. März 1891 die Nachfolge von William McAdoo antrat. Dieses Mandat konnte er bis zu seinem Tod am 5. November 1892 ausüben.